# 陶以敬
陶以敬（？年—？年），雲南省陸涼州人，雍正元年舉人，授太和縣教諭，陞元江府府學教授，乾隆十三年任四川省順慶府鄰水縣知縣，增修鄰水文廟屏墻，塗以丹𢊄，禦盗有方。